# Chiara Molina
Chiara Molina Costa (Lima, 1 de octubre de 1991) es una actriz peruana radicada en Estados Unidos. Es más conocida por el rol estelar de Mía Wong en la serie de televisión Al fondo hay sitio.

## Biografía
Nació en Lima en 1991. Estudió en el Cambridge College de la ciudad de Lima. Estudió en la Stella Adler Academy of Acting (LA), actuación para cine en el New York Film Academy (NY) y la técnica Meisner en el Conservatorio de Drama del Perú. 
Reconocida por su papel de Mia Wong en la popular serie "Al Fondo Hay Sitio" (América Televisión), también participó en la serie "Betty in NY" (Telemundo). Ha sido parte elenco principal de las películas "Poseídas" (2015), "Utopía" (2018) y "Prohibido Salir" (2023). Ha realizado un gran número de obras teatrales, siendo reconocidas las obras "La Cita" (Short + Sweet Hollywood Festival en 2022), "Tinder Wars" (Brisk Festival LA en 2022), "Seducing the Night" (Brisk Festival LA en 2023) y "Ex-Terapia" (Brisk Festival LA en 2024). Actualmente reside en Los Ángeles, California desarrollando su carrera de actriz y productora en diversos proyectos norteamericanos.

## Créditos

### Cine
| Año  | Título                | Personaje                       | Notas                     | Ref.  |
| ---- | --------------------- | ------------------------------- | ------------------------- | ----- |
| 2009 | Mangiami              |                                 | Cortometraje              |       |
| 2009 | Mangiami              | Supervisora de guiones          |                           |       |
| 2015 | Poseídas              | Gabriela                        | Rol principal             | [ 5 ] |
| 2018 | Utopía                | Vanessa Ximena Caravedo Guidino | Rol principal             | [ 6 ] |
| 2021 | La chispa de mis ojos |                                 | Productora (cortometraje) |       |
| 2022 | Prohibido salir       | Secretaria                      | Rol secundario            |       |

### Televisión
| Año       | Título                      | Personaje          | Notas                      | Ref.  |
| --------- | --------------------------- | ------------------ | -------------------------- | ----- |
| 2006      | Esta sociedad               | Chica en la fiesta | Actuación especial         |       |
| 2008-2009 | Los Barriga                 |                    | Rol recurrente             |       |
| 2009-2013 | Al fondo hay sitio          | Mía Wong Robertson | Rol recurrente             | [ 7 ] |
| 2014      | Al fondo hay sitio          | Mía Wong Robertson | Actuación especial         | [ 8 ] |
| 2022      | Al fondo hay sitio          | Mía Wong Robertson | Foto en spot televisivo    |       |
| 2013      | Los amores de Polo          |                    | Rol secundario             |       |
| 2013      | Maicelo: Camino a la gloria |                    | Rol principal              |       |
| 2014      | Aguita dulce                |                    | Rol principal              |       |
| 2016      | Amores que matan            |                    | Rol principal (1 episodio) |       |
| 2018      | Los López y la niñera       | Lluna              | Rol principal              |       |
| 2019      | Betty en NY                 | Linda              | Rol principal              | [ 9 ] |

### Teatro
| Año       | Título                | Personaje          | Notas                           | Ref.   |
| --------- | --------------------- | ------------------ | ------------------------------- | ------ |
| 2010      | Romeo y Julieta       |                    | Rol principal (obra infantil)   |        |
| 2010-2012 | Al fondo hay sitio    | Mía Wong Robertson | Rol principal                   |        |
| 2012      | Se busca un cuento    |                    | Rol principal (obra infantil)   |        |
| 2012      | El herrero del Rey    | Princesa Carolina  | Rol protagónico (obra infantil) | [ 10 ] |
| 2013      | La princesa del lago  |                    | Rol principal (obra infantil)   |        |
| 2014      | Una comedia romántica |                    | Rol principal (obra romántica)  |        |
| 2022      | Tinder Wars           |                    | Rol principal                   |        |

### Vídeos musicales
- Al fondo hay sitio (2016) (de Tommy Portugal) como Mía Wong.
- Las Lomas (2016) (de Juan Carlos Fernández) como Mía Wong.

### Giras televisivas
- Al fondo hay sitio: Festival Peruano de Nueva Jersey (2010)
- Al fondo hay sitio: Estadio Santa Cruz de Bolivia (2010)
- Al fondo hay sitio: Estadio Santa Cruz de Bolivia (2012)

### Eventos
- Circo de Al fondo hay sitio (2010) como Mía Wong Robertson.